# Puerto de Navacerrada
Der Puerto de Navacerrada (deutsch: Navacerrada-Pass)  ist ein zentralspanisches Wintersportgebiet und ein Gebirgspass von ca. 1.858 m Höhe.

## Lage
Der Pass ist Teil der Sierra de Guadarrama (ihrerseits Teil des Iberischen Scheidegebirges) und befindet sich im Grenzgebiet zwischen den in Alt- bzw. Neukastilien gelegenen Provinzen Segovia und Madrid. Politisch gehört er zur Gemeinde Cercedilla und nicht zur gleichnamigen Gemeinde Navacerrada. Von Cercedilla führt die Bahnstrecke Cercedilla–Cotos zum Pass, unterquert diesen in einem Tunnel und führt weiter zum Puerto de Cotos.